# Grand Prix Formule 1 van Spanje 2023
De Grand Prix Formule 1 van Spanje 2023 werd verreden op 4 juni op het Circuit de Barcelona-Catalunya nabij Barcelona. Het was de zevende race van het seizoen.

## Vrije trainingen

### Uitslagen
- Enkel de top vijf wordt weergegeven.

| Vrije training 1 | Pos. | Nr. | Coureur          | Constructeur               | Tijd     |
| ---------------- | ---- | --- | ---------------- | -------------------------- | -------- |
| Vrije training 1 | 1    | 1   | Max Verstappen   | Red Bull Racing-Honda RBPT | 1:14.606 |
| Vrije training 1 | 2    | 11  | Sergio Pérez     | Red Bull Racing-Honda RBPT | 1:15.374 |
| Vrije training 1 | 3    | 31  | Esteban Ocon     | Alpine-Renault             | 1:15.418 |
| Vrije training 1 | 4    | 21  | Nyck de Vries    | AlphaTauri-Honda RBPT      | 1:15.504 |
| Vrije training 1 | 5    | 10  | Pierre Gasly     | Alpine-Renault             | 1:15.545 |
| Vrije training 2 | Pos. | Nr. | Coureur          | Constructeur               | Tijd     |
| Vrije training 2 | 1    | 1   | Max Verstappen   | Red Bull Racing-Honda RBPT | 1:13.907 |
| Vrije training 2 | 2    | 14  | Fernando Alonso  | Aston Martin-Mercedes      | 1:14.077 |
| Vrije training 2 | 3    | 27  | Nico Hülkenberg  | Haas-Ferrari               | 1:14.177 |
| Vrije training 2 | 4    | 11  | Sergio Pérez     | Red Bull Racing-Honda RBPT | 1:14.219 |
| Vrije training 2 | 5    | 31  | Esteban Ocon     | Alpine-Renault             | 1:14.242 |
| Vrije training 3 | Pos. | Nr. | Coureur          | Constructeur               | Tijd     |
| Vrije training 3 | 1    | 1   | Max Verstappen   | Red Bull Racing-Honda RBPT | 1:13.664 |
| Vrije training 3 | 2    | 11  | Sergio Pérez     | Red Bull Racing-Honda RBPT | 1:13.914 |
| Vrije training 3 | 3    | 44  | Lewis Hamilton   | Mercedes                   | 1:14.072 |
| Vrije training 3 | 4    | 55  | Carlos Sainz jr. | Ferrari                    | 1:14.240 |
| Vrije training 3 | 5    | 14  | Fernando Alonso  | Aston Martin-Mercedes      | 1:14.264 |

## Kwalificatie
Max Verstappen behaalde de vierentwintigste pole position in zijn carrière.
| Pos.                   | Nr. | Coureur          | Constructeur               | Kwalificatietijden | Kwalificatietijden | Kwalificatietijden | Grid   |
| Pos.                   | Nr. | Coureur          | Constructeur               | Q1                 | Q2                 | Q3                 | Grid   |
| ---------------------- | --- | ---------------- | -------------------------- | ------------------ | ------------------ | ------------------ | ------ |
| 1                      | 1   | Max Verstappen   | Red Bull Racing-Honda RBPT | 1:13.615           | 1:12.670           | 1:12.272           | 1      |
| 2                      | 55  | Carlos Sainz jr. | Ferrari                    | 1:13.411           | 1:12.790           | 1:12.734           | 2      |
| 3                      | 4   | Lando Norris     | McLaren-Mercedes           | 1:13.295           | 1:12.776           | 1:12.792           | 3      |
| 4                      | 10  | Pierre Gasly     | Alpine-Renault             | 1:13.471           | 1:13.186           | 1:12.816           | 10 *1  |
| 5                      | 44  | Lewis Hamilton   | Mercedes                   | 1:12.937           | 1:12.999           | 1:12.818           | 4      |
| 6                      | 18  | Lance Stroll     | Aston Martin-Mercedes      | 1:13.766           | 1:13.082           | 1:12.994           | 5      |
| 7                      | 31  | Esteban Ocon     | Alpine-Renault             | 1:13.433           | 1:13.001           | 1:13.083           | 6      |
| 8                      | 27  | Nico Hülkenberg  | Haas-Ferrari               | 1:13.420           | 1:13.283           | 1:13.229           | 7      |
| 9                      | 14  | Fernando Alonso  | Aston Martin-Mercedes      | 1:13.747           | 1:13.098           | 1:13.507           | 8      |
| 10                     | 81  | Oscar Piastri    | McLaren-Mercedes           | 1:13.691           | 1:13.059           | 1:13.682           | 9      |
| 11                     | 11  | Sergio Pérez     | Red Bull Racing-Honda RBPT | 1:13.874           | 1:13.334           |                    | 11     |
| 12                     | 63  | George Russell   | Mercedes                   | 1:13.326           | 1:13.447           |                    | 12     |
| 13                     | 24  | Zhou Guanyu      | Alfa Romeo-Ferrari         | 1:13.677           | 1:13.521           |                    | 13     |
| 14                     | 21  | Nyck de Vries    | AlphaTauri-Honda RBPT      | 1:13.581           | 1:14.083           |                    | 14     |
| 15                     | 22  | Yuki Tsunoda     | AlphaTauri-Honda RBPT      | 1:13.862           | 1:14.477           |                    | 15     |
| 16                     | 77  | Valtteri Bottas  | Alfa Romeo-Ferrari         | 1:13.977           |                    |                    | 16     |
| 17                     | 20  | Kevin Magnussen  | Haas-Ferrari               | 1:14.042           |                    |                    | 17     |
| 18                     | 23  | Alexander Albon  | Williams-Mercedes          | 1:14.063           |                    |                    | 18     |
| 19                     | 16  | Charles Leclerc  | Ferrari                    | 1:14.079           |                    |                    | Pit *2 |
| 20                     | 2   | Logan Sargeant   | Williams-Mercedes          | 1:14.699           |                    |                    | Pit *3 |
| Q1 107% tijd: 1:18.042 |     |                  |                            |                    |                    |                    |        |

*1 Pierre Gasly kreeg twee keer een gridstraf van drie plaatsen omdat hij zowel Max Verstappen als Carlos Sainz jr. hinderde tijdens de tweede kwalificatiesessie.

*2 Charles Leclerc kreeg een gridstraf van 15 plaatsen voor overschrijden van het quota motoronderdelen, hij moest vanuit de pit starten omdat er aan zijn wagen was gewerkt onder Parc fermé condities.

*3 Logan Sargeant moest vanuit de pit starten omdat er aan de ophanging van zijn wagen was gewerkt onder Parc fermé condities.

## Wedstrijd
Max Verstappen behaalde de veertigste Grand Prix-overwinning in zijn carrière.
| Pos.               | Nr. | Coureur          | Constructeur               | Rondes | Tijd / Oorzaak Uitval | Grid | Punten |
| ------------------ | --- | ---------------- | -------------------------- | ------ | --------------------- | ---- | ------ |
| 1                  | 1   | Max Verstappen   | Red Bull Racing-Honda RBPT | 66     | 1:27:57.940           | 1    | 26S    |
| 2                  | 44  | Lewis Hamilton   | Mercedes                   | 66     | +24.090               | 4    | 18     |
| 3                  | 63  | George Russell   | Mercedes                   | 66     | +32.389               | 12   | 15     |
| 4                  | 11  | Sergio Pérez     | Red Bull Racing-Honda RBPT | 66     | +35.812               | 11   | 12     |
| 5                  | 55  | Carlos Sainz jr. | Ferrari                    | 66     | +45.698               | 2    | 10     |
| 6                  | 18  | Lance Stroll     | Aston Martin-Mercedes      | 66     | +1:03.320             | 5    | 8      |
| 7                  | 14  | Fernando Alonso  | Aston Martin-Mercedes      | 66     | +1:04.127             | 8    | 6      |
| 8                  | 31  | Esteban Ocon     | Alpine-Renault             | 66     | +1:09.242             | 6    | 4      |
| 9                  | 24  | Zhou Guanyu      | Alfa Romeo-Ferrari         | 66     | +1:11.878             | 13   | 2      |
| 10                 | 10  | Pierre Gasly     | Alpine-Renault             | 66     | +1:13.530             | 10   | 1      |
| 11                 | 16  | Charles Leclerc  | Ferrari                    | 66     | +1:14.419             | Pit  |        |
| 12                 | 22  | Yuki Tsunoda     | AlphaTauri-Honda RBPT      | 66     | +1:15.416 *1          | 15   |        |
| 13                 | 81  | Oscar Piastri    | McLaren-Mercedes           | 65     | +1 ronde              | 9    |        |
| 14                 | 21  | Nyck de Vries    | AlphaTauri-Honda RBPT      | 65     | +1 ronde              | 14   |        |
| 15                 | 27  | Nico Hülkenberg  | Haas-Ferrari               | 65     | +1 ronde              | 7    |        |
| 16                 | 23  | Alexander Albon  | Williams-Mercedes          | 65     | +1 ronde              | 18   |        |
| 17                 | 4   | Lando Norris     | McLaren-Mercedes           | 65     | +1 ronde              | 3    |        |
| 18                 | 20  | Kevin Magnussen  | Haas-Ferrari               | 65     | +1 ronde              | 17   |        |
| 19                 | 77  | Valtteri Bottas  | Alfa Romeo-Ferrari         | 65     | +1 ronde              | 16   |        |
| 20                 | 2   | Logan Sargeant   | Williams-Mercedes          | 65     | +1 ronde              | Pit  |        |
| Bron: formula1.com |     |                  |                            |        |                       |      |        |

S Max Verstappen reed voor de vierentwintigste keer in zijn carrière een snelste ronde en behaalde hiermee een extra punt.

*1 Yuki Tsunoda eindigde de wedstrijd als negende, maar kreeg een tijdstraf van vijf seconden voor het van de baan afdrukken van Zhou Guanyu.

## Tussenstanden wereldkampioenschap
Betreft tussenstanden voor het wereldkampioenschap na afloop van de race.

### Coureurs
| Pos. | Nr. | Coureur          | Constructeur               | Punten |
| ---- | --- | ---------------- | -------------------------- | ------ |
| 1    | 1   | Max Verstappen   | Red Bull Racing-Honda RBPT | 170    |
| 2    | 11  | Sergio Pérez     | Red Bull Racing-Honda RBPT | 117    |
| 3    | 14  | Fernando Alonso  | Aston Martin-Mercedes      | 99     |
| 4    | 44  | Lewis Hamilton   | Mercedes                   | 87     |
| 5    | 63  | George Russell   | Mercedes                   | 65     |
| 6    | 55  | Carlos Sainz jr. | Ferrari                    | 58     |
| 7    | 16  | Charles Leclerc  | Ferrari                    | 42     |
| 8    | 18  | Lance Stroll     | Aston Martin-Mercedes      | 35     |
| 9    | 31  | Esteban Ocon     | Alpine-Renault             | 25     |
| 10   | 10  | Pierre Gasly     | Alpine-Renault             | 15     |

### Constructeurs
| Pos. | Constructeur               | Punten |
| ---- | -------------------------- | ------ |
| 1    | Red Bull Racing-Honda RBPT | 287    |
| 2    | Mercedes                   | 152    |
| 3    | Aston Martin-Mercedes      | 134    |
| 4    | Ferrari                    | 100    |
| 5    | Alpine-Renault             | 40     |
| 6    | McLaren-Mercedes           | 17     |
| 7    | Haas-Ferrari               | 8      |
| 8    | Alfa Romeo-Ferrari         | 8      |
| 9    | AlphaTauri-Honda RBPT      | 2      |
| 10   | Williams-Mercedes          | 1      |